# Hef (rapper)
Hef, artiestennaam van Julliard Frans (Rotterdam, 18 maart 1987), is een Nederlandse rapper. In 2009 en 2010 won hij drie State Awards, waaronder in de categorie Beste artiest. Zijn werk bereikte de hitlijsten in Nederland en Vlaanderen. Enkele nummers werden op YouTube meer dan een miljoen maal bekeken. Daarnaast was hij in een bijrol en als artiest te zien in enkele films en in 2010 in de serie Van God los.

## Biografie
Julliard Frans werd geboren in Rotterdam als zoon van een Curaçaose moeder en een Surinaamse vader. Hij is een broer van de rappers Adje en Crooks. Hij groeide achtereenvolgens op in Schiedam, Spijkenisse, de Amsterdamse Bijlmer en Hoogvliet. Op Spijkenisse na waren het naar eigen zeggen allemaal achterbuurten en spanden vooral die laatste twee de kroon.
Tijdens zijn kindertijd verkochten zijn ouders drugs terwijl hij er met zijn Ninja Turtles naast zat te spelen. Zo raakte hij zelf ook aan het handelen en stal hij goederen, zoals scooters en fietsen. Sinds 2008 kan hij van het inkomen uit het rappen leven, in het bijzonder van de optredens. De vergrijpen liggen volgens hem achter zich, nu de muziek een doel in zijn leven is geworden. Vroeger kon hij niet begrijpen dat er kritiek op zijn rapteksten was; nu begrijpt hij dat inmiddels en zou hij er zijn kinderen niet naar willen laten luisteren.
In 2008 werd hij bekend om zijn raps over het straatleven in Hoogvliet. In dit jaar brak hij door met zijn single Puur. Datzelfde jaar verscheen ook het album Boyz in de hood vol. 1 dat hij met zijn twee (half)broers uitbracht en dat veel positieve reacties opleverde, waaronder een State Award.
In 2009 bracht hij zijn album Hefvermogen uit op een mixtape. Een jaar later pakte het label Noah's Ark dit album op en bracht het met hem uit in een uitgebreidere versie. Hieraan werkten verschillende producers mee en waren gastoptredens van enkele andere rappers te horen. Daarnaast slaat zijn werk op YouTube aan. Zo zijn Puur, Kofferbak, Gone met Major, Kluis, Niet Normaal en Overal meer dan een miljoen maal bekeken.
Hij bracht verschillende albums uit, waarvan er vier in de Album Top 100 terechtkwamen. Een ervan is Freddy & Bundy die hij met Crooks uitbracht. In 2015 was hij een van de oprichters van Straight Outta Control, samen met de rappers Big2, Adje, Cho, Dio en MocroManiac.
Als rapper trad hij met Negativ op in de speelfilm Gangsterboys (2010). Daarnaast speelde hij enkele bijrollen in films als Valentino (2013) en Roffa (2013) en een episode in de serie Van God los (2010). Daarnaast was Hef in 2018 te zien in de films Patser en Bon Bini Holland 2. In 2019 was hij als zichzelf te zien in de film De libi.
Hij werd zesmaal genomineerd voor State Awards en won deze hiphopprijs driemaal, in 2008 in de categorie voor Beste mixtape en in 2010 in de categorieën voor Beste artiest en Beste single. Die laatste won hij met Badboy Taya, Feis en DJ MP voor de single Op een missie. Daarnaast behaalde hij in het duo Bang Bros (samen met Murda) in 2010 nog de prijs voor beste groep en nog een nominatie voor hun registratie van het optreden op Lowlands.
In februari 2025 vertolkte hij de rol van Nero in de bioscoopfilm Straatcoaches vs Aliens. In hetzelfde jaar deed Hef mee aan de Videoland-serie Het Jachtseizoen: Most Wanted van StukTV, waarbij hij als eerste werd opgepakt.

### Bestseller 60
| Boeken met noteringen in de Nederlandse Bestseller 60 | Jaar van verschijnen | Datum van binnenkomst | Hoogste positie | Aantal weken | Opmerkingen                          |
| ----------------------------------------------------- | -------------------- | --------------------- | --------------- | ------------ | ------------------------------------ |
| PUUR                                                  | 2022                 | 07-12-2022            | 5               | 6            | in samenwerking met Erik Jan Harmens |